# Бічук Іван Михайлович
Бічук Іван Михайлович (нар. 10 грудня 1896 — ?, 1982) — запорізький краєзнавець.

## Біографія
Бічук Іван Михайлович народився 10 грудня 1896 року в с. Червоне Влодавського повіту Сідлецької губернії (нині — Люблінське воєводство, Польща). У 1923 році закінчив навчання на медичному факультеті Київського університету. З 1924 р. почав працювати лікарем у с. Тальне (під м. Умань). В 1930 р. Іван Михайлович був направлений на боротьбу з малярією на Дніпробуд (м. Запоріжжя). Тут він зустрівся і подружився з Дмитром Івановичем Яворницьким. З того часу І. М. Бічук почав вивчати історію Запорізького краю і збирати свій унікальний архів. Деякі із цих матеріалів зберігаються у відділі краєзнавства Запорізької обласної універсальної наукової бібліотеки (архів Л. Адельберга).
1941—1945 рр. — учасник німецько-радянської війни (працював у шпиталі). 1945—1974 рр. — лікар в м. Запоріжжя. Працював окулістом в поліклініці 9-ї міської лікарні.
З 1931 р. виступав з лекціями на медичні, пізніше — краєзнавчі теми. З 1954 р. проводив екскурсії по м. Запоріжжю. Співавтор книги «Герої не вмирають. Їх іменами названо вулиці м. Запоріжжя» (1968).
У 1968—1978 рр. підготував низку статей і лекцій з історії м. Запоріжжя, розвитку медицини, освіти, автобіографічні спогади «Мои воспоминания» (1976).

## Творчий доробок
- Герої не вмирають: їх іменами названо вулиці м. Запоріжжя / авт.: Бічук І. М., Данильченко О. С., Забіяка Г. Т., Чебаненко П. К. — Дніпропетровськ: Промінь, 1968. — 91 с.
- Два брата: [легенда о скалах ниже плотины Днепрогэса] / И. М. Бичук // Запороз. Січ. — 1992. — 21 листоп.
- Точка на карте города: [Первомайская пристань ; Вырва ; Скала любви] / И. М. Бичук // Запороз. Січ. — 1992. — 14 листоп.
- Остров Дубовый ; Черная скала и Змеева пещера / И. М. Бичук // Запороз. Січ. — 1992. — 6 листоп.
- Кичкасская переправа: [в тому числі короткая биогр. справка] / И. М. Бичук // Запороз. Січ. — 1992. — 30 черв.
- Кичкасская переправа / И. М. Бичук // Днепростроевец. — 1981. — 22 авг.
- Лише один день: [про перебування О. С. Пушкіна в м. Олександрівську] / І. М. Бічук // Комсомолець Запоріжжя. — 1980. — 5 черв.
- Найперше в Росії: [Товариство охоронців природи] / І. М. Бічук // Комсомолець Запоріжжя. — 1980. — 25 трав.
- Назви своє ім'я, вулице: [історія та сьогодення вулиць м. Запоріжжя] / І. М. Бічук // Комсомолець Запоріжжя. — 1979. — 6 листоп.
- Екскурсанти — екскурсоводи / І. М. Бічук // Комсомолець Запоріжжя. — 1979. — 24 квіт.
- Сумірність стилів і епох: [з історії архітектури і будівництва Запоріжжя] / І. М. Бічук // Комсомолець Запоріжжя. — 1978. — 12 серп.
- Никто не забыт / И. М. Бичук // Индустр. Запорожье. — 1974. — 16 янв.
- Будівничий Дніпрогесу: до 90-річчя з дня народження О. В. Вінтера / І. М. Бічук // Запоріз. правда. — 1968. — 9 жовт.
- Острів Хортиця / І. М. Бічук // Запоріз. правда. — 1961. — 1 лип.